# Agathosma mundtii
Agathosma mundtii är en vinruteväxtart som beskrevs av Adelbert von Chamisso. Agathosma mundtii ingår i släktet Agathosma och familjen vinruteväxter. Inga underarter finns listade i Catalogue of Life.